# Bernhard Lübbers

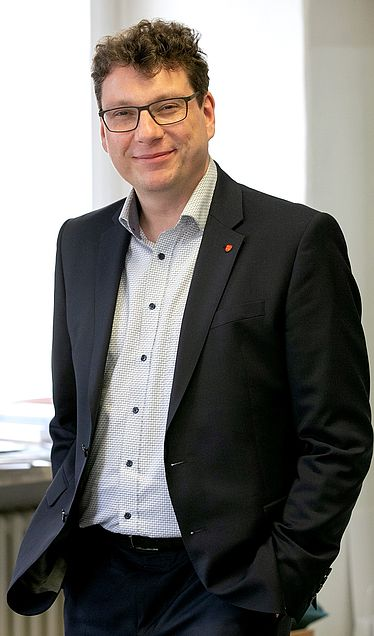
Bernhard Lübbers (2020)

Bernhard Lübbers (* 9. Juni 1976 in Rotthalmünster, Niederbayern, Bayern) ist ein deutscher Historiker und Bibliothekar. Er ist Direktor der Staatlichen Bibliothek Regensburg.

## Leben
Bernhard Lübbers ist 1976 in Rotthalmünster (Lkr. Passau) als jüngstes von drei Kindern geboren. Er besuchte das Musikgymnasium der Regensburger Domspatzen, dort erlangte er 1995 die Allgemeine Hochschulreife. Von 1996 bis 2002 studierte Lübbers Geschichte, Historische Hilfswissenschaften, Germanistik und Volkskunde an den Universitäten Regensburg, München und Dublin. Ab 2002 arbeitete er als wissenschaftlicher Assistent am Lehrstuhl für Mittelalterliche Geschichte und Historische Hilfswissenschaften bei Franz Fuchs an der Universität Würzburg, bevor er 2006 in das Referendariat im Höheren Bibliotheksdienst an der Universitätsbibliothek Regensburg sowie der Bibliotheksakademie Bayern eintrat. Im selben Jahr wurde er mit der Dissertation „Die ältesten Rechnungen des Klosters Aldersbach (1291–1373/1409). Analyse und Edition“ zum Dr. phil. promoviert. Seit 2008 leitet er die Staatliche Bibliothek Regensburg und von 2018 bis 2020 kommissarisch die Staatliche Bibliothek Neuburg an der Donau.
Lübbers forscht, lehrt und publiziert verstärkt über Bibliotheks- und Buchgeschichte, Bayerische Landesgeschichte (Mittelalter bis in das 19. Jahrhundert) sowie über die Geschichte Regensburgs.
Bernhard Lübbers hat zwei Kinder und lebt in Regensburg.

## Funktionen und Mitgliedschaften
Lübbers ist Lehrbeauftragter an den Lehrstühlen für Bayerische Landesgeschichte sowie Vergleichende Kulturwissenschaft an der Universität Regensburg, doziert an der Bibliotheksakademie Bayern Bibliotheksgeschichte und betreut das Modul „Historische Bibliotheksbestände“ am Fachbereich für Archiv- und Bibliothekswesen der Hochschule für den öffentlichen Dienst in Bayern.
Im Beirat des Bibliotheksforums Bayern vertritt Lübbers die regionalen Staatlichen Bibliotheken Bayerns, zudem ist er Vorstandsmitglied und Vereinsbibliothekar des Historischen Vereins für Oberpfalz und Regensburg. Er ist Schriftleiter der jährlichen Publikation Verhandlungen des Vereins und Mitherausgeber des Jahrbuchs für Buch- und Bibliotheksgeschichte. Lübbers ist Präsident der Stiftung zur Förderung der Essayistik, die seit 2019 den Regensburger Preis für Essayistik verleiht.
Darüber hinaus ist Bernhard Lübbers Mitglied mehrerer Vereine, unter anderem bei der Johann-Andreas-Schmeller-Gesellschaft, dem Verein deutscher Bibliothekare (VDB), dem Historischen Verein für Niederbayern und dem Verein Freunde des Regensburger Domchores.

## Schriften (Auswahl)
- Als Herausgeber mit Tobias Appl, Margit Berwing-Wittl: Philipp der Streitbare. Ein Fürst der Frühen Neuzeit. Pustet, Regensburg 2003, ISBN 3-7917-1862-2.
- Die ältesten Rechnungen des Klosters Aldersbach. (1291–1373/1409). Analyse und Edition (= Quellen und Erörterungen zur bayerischen Geschichte. Neue Folge, 47, 3). Beck, München 2009, ISBN 978-3406-10412-1 (Zugleich überarbeitete Fassung von: Würzburg, Universität, Dissertation, 2006).
- Als Herausgeber mit Tobias Appl: Die Briefe Johann Michael von Sailers an Eduard von Schenk. Mit einem Anhang der Briefe Melchior Diepenbrocks an Schenk (= Beiträge zur Geschichte des Bistums Regensburg. Beiband. 23, ISSN 0945-1722). Verlag des Vereins für Regensburger Bistumsgeschichte, Regensburg 2014.
- Bücherverbrennung in Regensburg. Stadt Regensburg – Referat für Bildung, Sport und Freizeit, Regensburg 2016.
- Mit Tobias Appl: Die Walhalla. Das bedeutendste Bauwerk des Klassizismus im süddeutschen Raum (= Stellamonte. 5). Arbeitsgemeinschaft Walhalla-Jubiläum in Kooperation mit Stellamonte, Regensburg 2017.
- Als Herausgeber mit Bettina Wagner: Gott, die Welt und Bayern. 100 Kostbarkeiten aus den regionalen Staatlichen Bibliotheken Bayerns (= Bayerische Staatsbibliothek München. Ausstellungskataloge. 92). Imhof, Petersberg 2018, ISBN 978-3-7319-0647-6.
- Als Herausgeber mit Isabella von Treskow: Kulturgeschichtliche Forschungen zu Gefangenschaft und Internierung im Ersten Weltkrieg.
  - Band 1: Isabella von Treskow (Hrsg.): Le Pour et le Contre. Die Zeitung der französischen Kriegsgefangenen in Regensburg 1916/17. Übersetzt und mit Anmerkungen versehen von Manfred L. Weichmann. Pustet, Regensburg 2019, ISBN 978-3-7917-3079-0.
  - Band 2: Bernhard Lübbers, Isabella von Treskow (Hrsg.): Kriegsgefangenschaft 1914–1919. Kollektive Erfahrung, kulturelles Leben, Regensburger Realität. Pustet, Regensburg 2019, ISBN 978-3-7917-3080-6.
  - Band 3: Dominik Bohmann: Französisches Leben im Lager Regensburg. Ein Mikrokosmos im Licht der Gefangenenzeitung Le Pour et le Contre (1916/1917). Pustet, Regensburg 2021, ISBN 978-3-7917-3081-3 (Zugleich: Regensburg, Universität, Dissertation, 2019).
  - Band 4: Bernhard Lübbers (Hrsg.): Gefangen! Das Tagebuch des Leutnants Gustav Bernhard Hofheinz. Pustet, Regensburg 2022, ISBN 978-3-7917-3082-0.
  - Band 5: Isabella von Treskow: Schreiben in Gefangenschaft. Kultur und Literatur in Internierungslagern im Ersten Weltkrieg. Pustet, Regensburg 2024, ISBN 978-3-7917-3083-7 [in Vorbereitung].
- Vom Nutzen und der Notwendigkeit der „Sternkunst“ … Meilensteine der Regensburger Astronomiegeschichte. Sternwarte Regensburg, Regensburg 2020, ISBN 978-3-00-063926-5.
- Schriftenreihen der Staatlichen Bibliothek Regensburg.